# St Benet’s Abbey

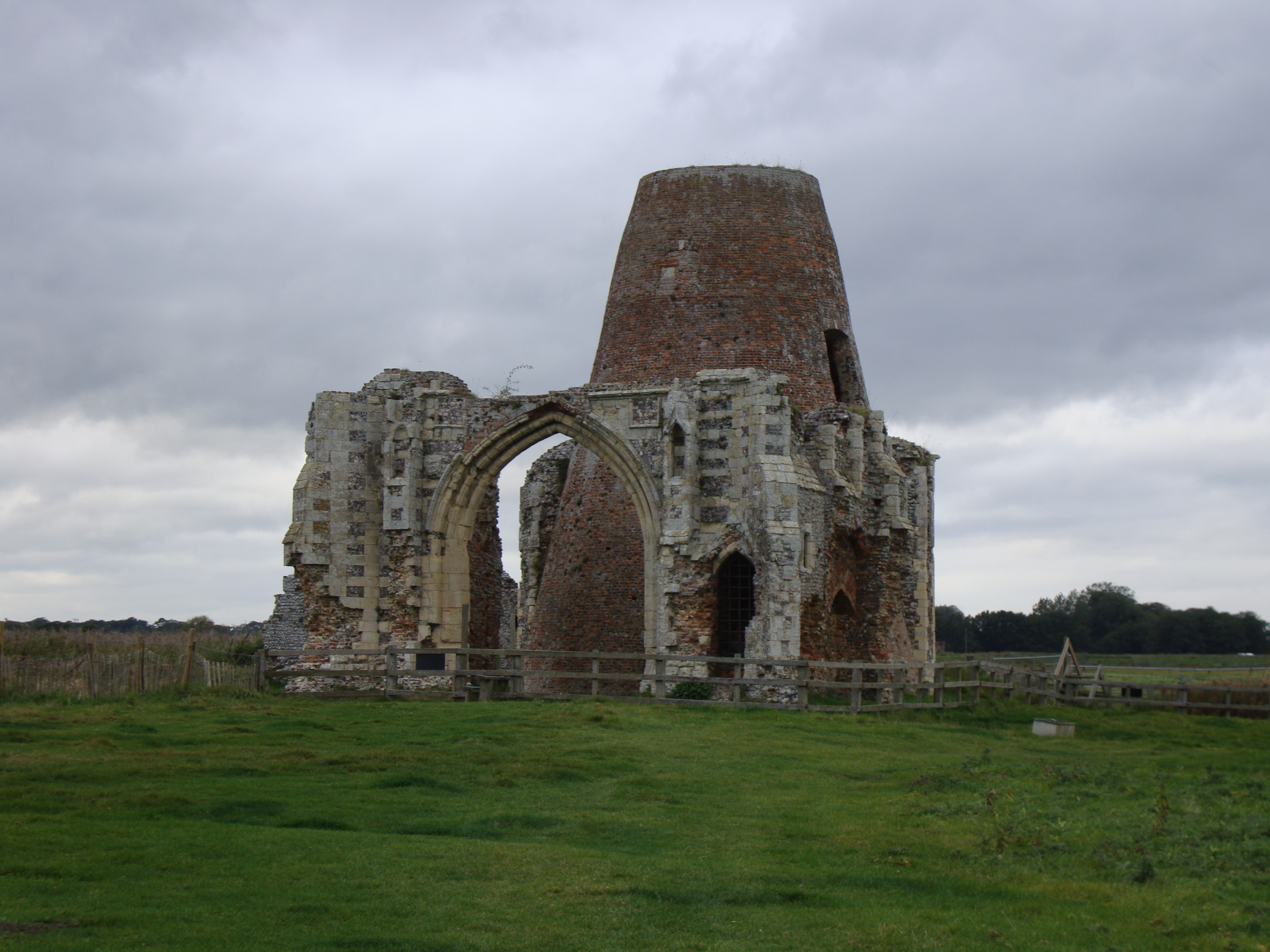
Torhaus mit Windmühle

St Benet’s Abbey (auch unter den Namen Holme oder Hulme bekannt) ist eine ehemalige Benediktinerabtei in der Grafschaft Norfolk in England. Ihre Ruinen liegen am Nordufer des Flusses Bure in den Norfolk Broads.

## Geschichte
Die Abtei wurde nach der Überlieferung auf dem Gelände eines Klosters aus dem 9. Jahrhundert errichtet, das sich an der Stelle befunden haben soll, an der der Eremit Suneman von den Dänen gemartert wurde. Um 870 wurde sie von den Wikingern verwüstet. Gegen Ende des 10. Jahrhunderts wurde das Kloster von einem Wulfric wieder errichtet. Gegen 1022 wurden seine Besitzungen in Horning, Ludham und Neatishead von König Knut dem Großen bestätigt. 1065 errichtete das Kloster eine Zelle in Rumburgh Priory in Suffolk. Es galt als eines der reichsten Klöster in East Anglia. Das Klostergelände wurde 1327 mit einer Verteidigungsmauer umgeben. Sir John Fastolf, das Vorbild für den literarischen Falstaff, wurde 1459 in der Abtei begraben.
Der letzte Abt, William Repps, übertrug 1536 die Abtei auf das Bistum Norwich, dessen Bischof ernannt wurde, und die bischöflichen Ländereien auf König Heinrich VIII. Das Kloster entging so als einziges englisches Kloster der Aufhebung. Der letzte Mönch verließ es 1545, anschließend verfiel es. Der Bischof von Norwich hält als Abt einmal im Jahr eine Messe in dem Kloster ab.
1987 wurde ein Kreuz aus Eichenholz an der Stelle des einstigen Hochaltars errichtet.

## Anlage und Bauten
Erhalten sind Reste der Klosterkirche sowie die Ruine des Torhauses, in die im 18. Jahrhundert eine Windmühle als Entwässerungsmühle eingebaut wurde, von der seit einem Sturm im Jahr 1863 nur der ziegelgemauerte Rumpf erhalten ist (ein beliebtes Künstlermotiv). Das übrige Gelände ist landwirtschaftlich genutzt. Seit 2012 finden Restaurierungsarbeiten statt.
Die Ruine ist über eine schmale Zufahrtsstraße mit einem Parkplatz erschlossen.